# Karl Adlbauer
Karl Adlbauer (Graz, 21 augustus 1949) is een Oostenrijks entomoloog.
Adlbauer werd geboren in Graz, Oostenrijk in 1949. Hij werkte van 1974 tot 1975 als entomoloog in Zwitserland voor het Commonwealth Institut of Biological Control, Delemont en vervolgens, van 1976 tot 1979, aan het Institut für Naturschutz der Österreichischen Akademie der Wissenschaften in Graz. In 1986 voltooide hij zijn studie biologie aan de Universiteit van Graz en werd hoofd van de zoölogie afdeling van het Landesmuseum Joanneum in dezelfde stad. Als Entomoloog waren zijn onderzoekinteresses de  wantsen (Heteroptera), de kevers (Coleoptera), met een focus op boktorren (Cerambycidae) en de rechtvleugeligen (Orthoptera) uit het westelijk palearctisch gebied en Ethiopië. Hij is auteur van meer dan 150 wetenschappelijke publicaties, voornamelijk over boktorren uit Oostenrijk, Liechtenstein, Turkije en de Ethiopische regio. 
Zijn collecties: Cerambycidae (5.000 tot 10.000 exemplaren), andere Coleoptera, (5.000 tot 10.000 exemplaren) en Heteroptera: (5.000 tot 10.000 exemplaren) bevinden zich in het Landesmuseum Joanneum in Graz.
- Bibliothèque nationale de France: cb136133936 (data)
- International Standard Name Identifier: 0000 0000 5514 5101
- Library of Congress Control Number: n99045228
- Nationale Bibliotheek van Tsjechië: jo2003190680
- Nederlandse Thesaurus van Auteursnamen: 237937379
- Système universitaire de documentation: 055838367
- Virtual International Authority File: 52347796
- WorldCat: E39PBJcWph9Tv3YPQ7rKgC3fbd